# نورمان هاموند
نورمان هاموند (بالإنجليزية: Norman Hammond)‏ هو عالم آثار بريطاني، ولد في 10 يوليو 1944.